# Fang (Jiajing)
Fang, född 1516, död 1547, var en kinesisk kejsarinna, gift med Jiajing-kejsaren. 

## Biografi
Fang blev kejsarens konkubin 1531. Hon valdes ut att ersätta hans andra kejsarinna 1534. Kejsarinnan Fang rädda kejsarens liv under Palatskvinnornas uppror  1542, när han överfölls i sängen med sin favoritkonkubin Cao av sexton palatskvinnor som försökte strypa honom. Medan det pågick underrättade en av kvinnorna dock Fang, som räddade hans liv. Innan kejsaren kunde återhämta sig, lät Fang avrätta alla sexton kvinnor, men även Cao. Kejsaren vägrade tro att Cao hade varit inblandad, och hans relation till Fang blev därför dålig, trots att han officiellt ärade henne för att ha räddat hans liv. År 1547 lät han henne brinna inne genom att förvägra henne hjälp att ta sig ut ur en brinnande byggnad. 